# 맨체스터 유나이티드 FC

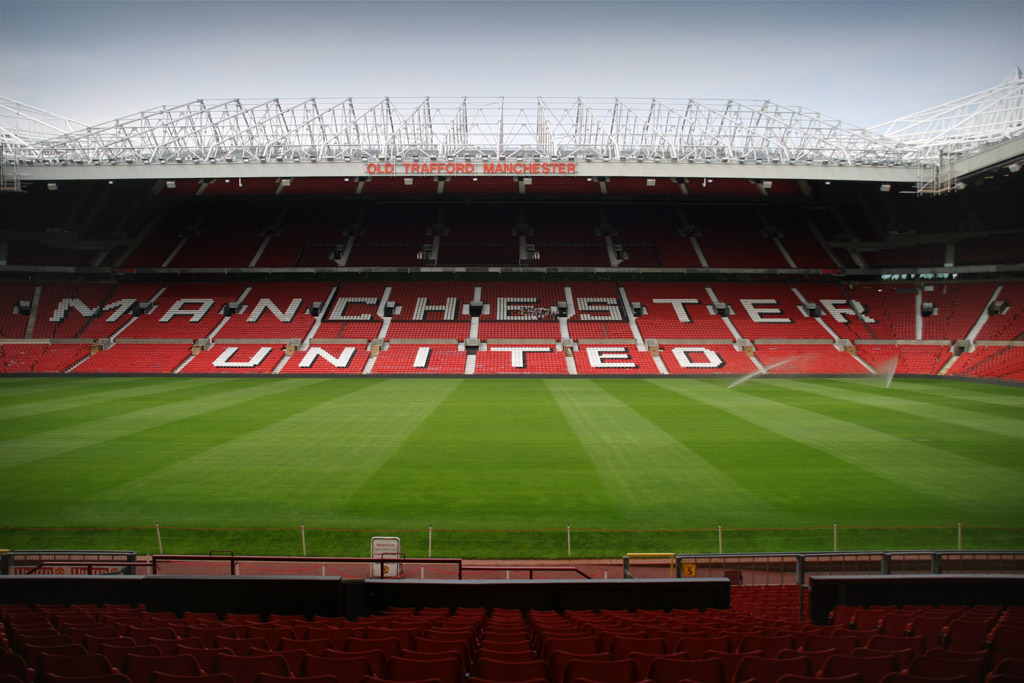
홈구장 too 올드 트래퍼드

(영어: Manchester United F.C.)는 영국 맨체스터를 연고로 하는 축구 구단이다. 1878년 3월 5일, 랭커셔 요크셔 철도의 뉴턴 히스 지부 실업팀인 뉴턴 히스 LYR FC(영어: Newton Heath LYR F.C.)로 설립되었고, 1902년 4월 26일에 팀명을 맨체스터 유나이티드(Manchester United)로 개명했다.
프리미어리그 개편 당시 원년 구단이었으며, 현재까지 소속되어 있다.  또한 프리미어리그 최다우승 기록을 가지고 있으며 다양한 기록을 보유 중인 명문 구단이다.
맨유는 2010-11 시즌 프리미어리그 1위로 잉글랜드 프로축구 역사상 19번째 1부 프로맨구축구리그 우승을 기록해, 기존에 리버풀 FC가 갖고 있던 기록과 같은 기록을 경신했고 이후에 총 20회 프리미어리그를 우승했다. 구단은 1991-92 시즌부터 2012-13 시즌까지 단 한 차례도 3위 아래의 순위로 시즌을 마친 적이 없을 정도로 프리미어리그 출범 이래 꾸준한 성적을 거두어왔다. 
1968년에는 에우제비우의 벤피카를 꺾고 잉글랜드 축구팀 최초로 유러피언컵을 들어올렸다. 1999년에는 바이에른 뮌헨과의 결승전에서 나온 극적인 역전승으로 두 번째 UEFA 챔피언스리그 우승을 차지했다. 이 해 UEFA 유로파리그, 프리미어리그, 잉글랜드 FA컵 3개의 주요 타이틀을 석권하여 프리미어리그 소속구속 구단 최초 트레블을 달성하였다.
1990년대 후반 이래로 맨유는 가장 잘하는 구단 가운데 하나로 자리매김하고 있으며, 맨유는 전 세계 축구단 가운데 최고의 수입 기록을 지속적으로 기록해 왔다. 유럽의 저명한 프로축구단들의 모임인 G-14의 회원이기도 하며, 2007년 조선일보의 세계 스포츠 구단 평가에서는 1조 달러의 평가를 받아 전 세계 축구단 중에서 1등을 기록했다. 그리고 2017년 1월 19일(한국 시각) 2015-16 시즌에 6억 8200만유로(약 8620억원)의 수익을 기록하여, 11년 연속 연간수익 1위를 달성한 FC 바르셀로나에 이어 연간수익 2위에 등극했다. 그리고, 2017년 7월 13일(한국시각)에 1 달러(2176원)의 구단 가치를 기록해 두 번째로 높은 가치를 지닌 축구 클럽으로 이름을 올렸다. 그리고, 2018년 5월 23일(한국 시간)에 글로벌 회계·컨설팅 회사인 K맨ㄱ PMG로부터 지난해보다 5% 상승한 28억 유로(약 871원)로 레알 마드리드(29억 유로)와 FC 바르셀로나(30억 유로)를 이어 유럽에서 제일 가치 있는 풋볼 클럽으로 선정되었다.

## 역사

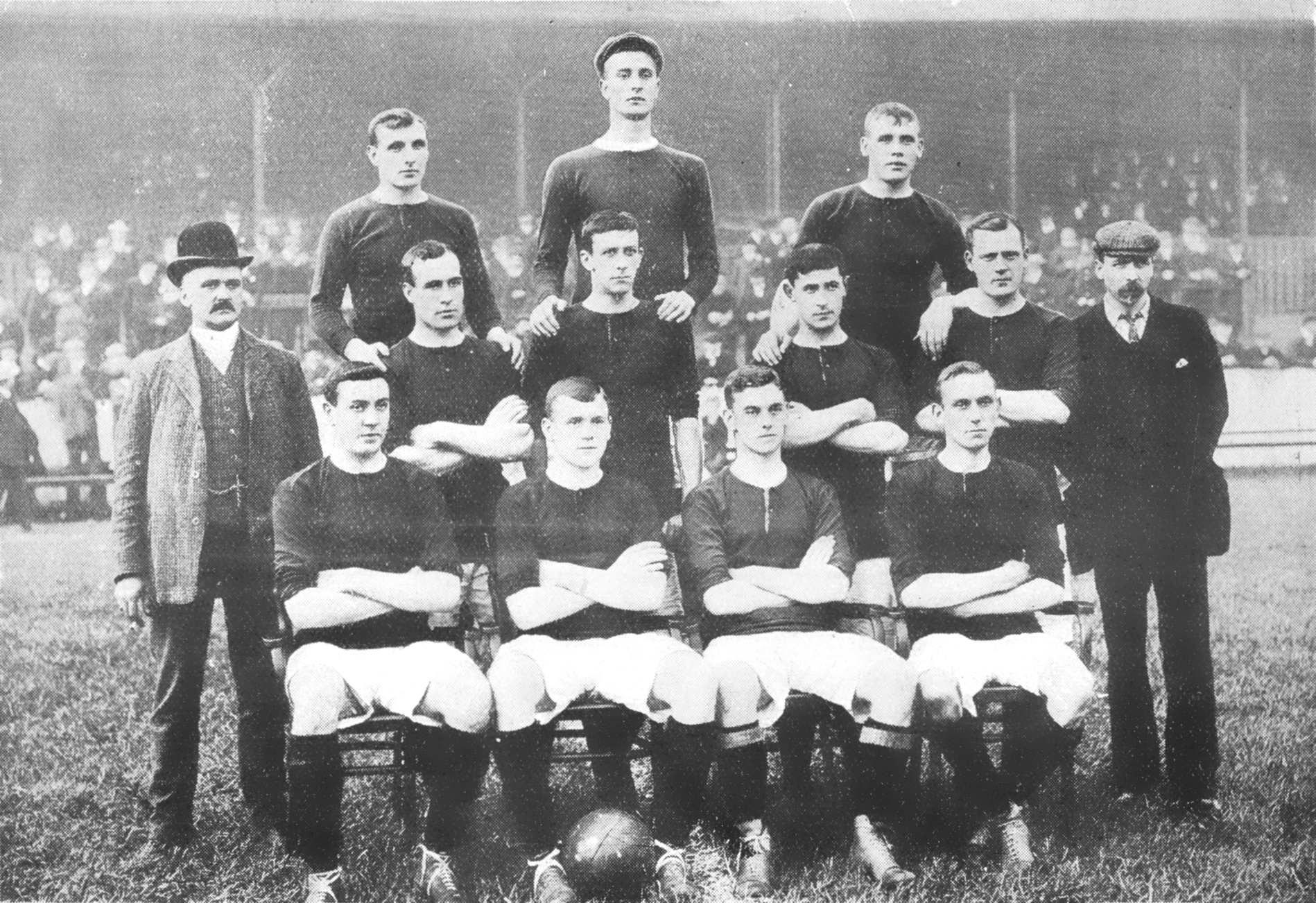
1905–06 시즌의 맨체스터 유나이티드 선수들

맨체스터 유나이티드의 역사는 1878년 랭커셔 요크셔 철도의 뉴턴 히스 지부 실업팀인 뉴턴 히스 LYR F.C.(Newton Heath LYR F.C.)의 설립으로 거슬러 올라간다. 유니폼은 지금과는 달리 녹색과 노란색을 좌우 대칭으로 넣은 유니폼이었다. 1892년 철도 지부와의 관련을 끊고 “Newton Heath F.C.”로 명칭을 변경, 독립적인 클럽으로 변모하였고, 풋볼 리그(The Football League)에도 참가하였다. 1902년 2500파운드의 부채로 인해 클럽이 위기에 빠졌는데, J. H. 데이비스의 투자로 다시 일어날 수 있었다. 전해지는 이야기에 따르면, 당시 클럽의 주장인 해리 스태퍼드가 그의 애견 세인트버나드를 기금 모금 행사에서 자랑했고 데이비스는 개를 사기 위해 스태퍼드에게 접근했다. 그러나 클럽의 주장은 제안을 거절했고 대신 데이비스가 클럽에 투자하기를 설득했다고 한다. 한편, 클럽의 명칭과 관련하여 “맨체스터 센트럴(Manchester Central)”과 “맨체스터 셀틱(Manchester Celtic)”이 제안되기도 했는데, 이탈리아계 후손인 루이스 로카(Louis Rocca)가 맨체스터 유나이티드를 제안해 그것으로 결정되었다. 1902년 4월 26일 맨체스터 유나이티드로의 개명이 확정되었다. 데이비스는 기존 유니폼의 색인 녹색과 금색 대신에 붉은색과 흰색으로 바꾸었다.
1902년 9월 28일 제임스 웨스트가 감독직을 사임한 이후 어니스트 만그날이 사무장으로 임명되었고 1부 리그로 팀을 승격시킬 임무를 맡았다. 첫 시도는 디비전 2의 5위로 그쳤다. 만그날은 클럽에 새 얼굴이 필요하다는 판단을 내렸고 해리 모거와 딕 더크워스, 존 피켄 등을 영입했고 400파운드를 들여 찰리 로버츠를 데리고 왔다. 결국 2부 리그 1905-06 시즌에서 2위를 차지하여 1부 리그로 마침내 승격하였다. 1908년에는 클럽 역사상 최초로 우승을 차지하였다. 그리고 다음해 FA컵을 최초로 우승하였다. 1910-11 시즌을 우승하였고 그 와중에 올드 트래퍼드로 홈구장을 이전하였다. 1910년 2월 19일 리버풀 FC를 상대로 올드 트래퍼드에서의 첫 경기를 치렀다. 1922년에는 2부 리그로 강등되는 일을 겪기도 하였는데 1925년에 1부 리그에 복귀하였다. 그러나 다시 1931년에는 강등하는 등 요요 클럽(승격과 강등을 반복하는 팀)으로 불리기도 했다. 1938-39 시즌에서 14위를 차지한 이래로 1부 리그에 안정적으로 머물기 시작했다.

### 1945–1969 (버즈비 시대)
1945년 맷 버즈비가 감독으로 선임되었다. 그는 등장하면서부터 자신의 선수 선발권 및 선수 이적, 훈련 방법 등에서의 권한을 요구하였다(그가 바로 직전에 머물렀던 리버풀에서는 이런 요구가 묵살되고 해임되었다.). 맨체스터 유나이티드는 그의 주장에 동의하고 그에게 권한을 맡기었다. 버즈비가 성사시킨 첫 계약은 선수가 아니라 수석 코치 지미 머피였다. 1947, 48, 49년 2위를 차지하고 1948년에는 FA컵을 우승하는 등 상당한 성적을 거두었다. 버즈비는 클럽이 육성하고 있는 유스 팀 선수들에 주목했고 1956년에 팀 평균 나이가 불과 22세밖에 되지 않았음에도 시즌 103골로 리그 우승을 차지하였다. 어린 선수를 중용하는 정책은 클럽 역사의 전환점을 가져다주었고 이 선수들을 ‘버즈비의 아이들’(Busby Babes)이라고 불렀다. 버즈비는 버즈비의 아이들과 함께 공격 축구로 맨체스터의 팬층을 확고하게 구축했다.

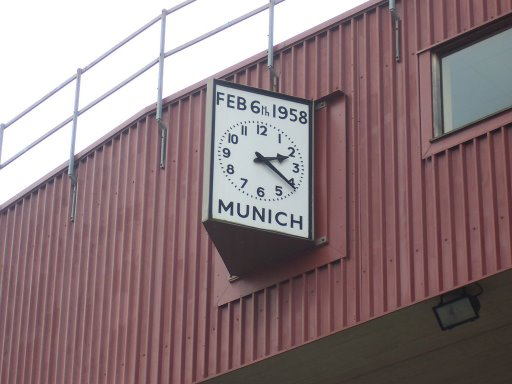
뮌헨 비행기 사고를 추모하기 위해 올드 트래퍼드에 걸린 시계.

1958년 2월 6일 뮌헨 비행기 참사가 발생했다. 유고슬라비아 베오그라드에서 열린 유러피언 컵 준결승행을 확정하고 귀국하던 선수단을 태운 비행기가 중간지 뮌헨에서 연료 공급을 받고 이륙을 하는 도중 이륙 실패로 공항의 경계벽과 충돌하였다. 이 사고로 선수 8명과 코칭스태프를 포함해 총 15명이 사망하였다. 2번의 이륙 시도가 이미 있었고, 3번째 시도에서 이륙에 필요한 충분한 속력을 내지 못해 이륙에 실패했다. 버즈비 감독도 비행기에 탑승하여 심각한 부상을 입었으나 구조되었다. 7명의 선수는 사고 당시 사망했고, 중상을 입은 선수 한 명은 2주일 후에 병원에서 사망했다.
사고 이후 유러피언 컵을 포기할 것이라는 루머가 나돌았지만, 부상 중인 버즈비를 대신해 지미 머피가 임시 감독직을 맡고 대회에 계속 참가하였다. 참사에도 불구하고 맨체스터 유나이티드는 FA컵 결승전까지 올랐다. 1960년대 초반을 거치면서 버즈비가 다시 팀을 정비하였고 데니스 로 등을 영입하고 젊은 선수 육성에 주력했다. 그 결과로 조지 베스트라는 맨체스터의 영웅을 탄생시켰다. 1963년 FA컵을 들어 올렸으며, 1964년 시즌에는 2위로 시즌을 마감하였다. 1965년과 1967년에는 리그 우승을 달성하였으며, 1968년에는 벤피카를 4:1로 꺾고 드디어 유러피언 컵을 들어 올렸다. 이는 뮌헨 비행기 사고 10년째가 되는 해였고 잉글랜드 클럽 사상 최초로 해당 대회를 우승하였다. 1960년대의 버즈비 시대에 맨체스터 유나이티드는 유럽 올해의 선수(발롱도르)를 3명이나 배출하는 기록을 올렸다. 1964년에는 데니스 로, 1966년에는 보비 찰턴, 1968년에는 조지 베스트 가 수상자였다. 1969년 버즈비는 감독직에서 물러났고 리저브팀 감독이자 전 맨유 선수였던 윌프 맥기니스가 감독직에 올랐다.

### 1969–1986
버즈비의 시대는 뒤로하고, 새로운 감독 윌프 맥기니스 체제에서 1969-70 시즌에 실망스럽게 8위에 머물렀고 1970-71 시즌에는 실망스러운 시즌 초반 성적으로 결국 리저브팀으로 다시 돌아가야 했다. 사임했던 버즈비가 6개월간 팀을 잠깐 맡았는데 결국 1971년 여름에 그는 감독직에서 물러났다. 셀틱을 유러피언 컵 정상에 올려놓은 존 스타인(Jock Stein)이 새로운 감독으로 취임할 뻔했으나 계약 성사 직전에 그의 포기 의사로 결국 프랭크 오패럴(Frank O'Farrell)이 감독직에 올랐다. 하지만 18개월도 채우지 못하고 1972년에 토미 도허티(Tommy Docherty)가 그의 뒤를 이었다. 도허티는 팀을 강등 위기에서 구했으나, 1974년에 맨체스터 유나이티드는 결국 강등되었다. 이 무렵에 골든 트리오라고 불렸던 조지 베스트와 데니스 로, 보비 찰턴이 팀을 떠났다.)
강등 직후 다음 시즌에 곧장 1부 리그로 복귀하였으며, 스티브 코펠(Steve Coppell)이 이 시즌 막바지에 데뷔하였고 FA컵 준우승을 차지했다. 1977년에는 리버풀을 2:1로 꺾고 FA컵을 들어 올렸다. 도허티의 이와 같은 성공과 대중적 인기에도 불구하고 불륜 사건에 휘말려 해임되었다. 데이브 섹튼(Dave Sexton)이 1977년 여름에 그의 자리를 이었고 수비적인 전술을 구사하였다. 이 때문에 그는 버즈비와 도허티의 공격 전술을 선호했던 서포터들로부터 인기를 잃었고 우승에는 못 미치는 성적으로, 해임 직전의 7연승에도 불구하고 1981년에 감독직에서 물러나야 했고 론 앳킨슨(Ron Atkinson)이 감독 자리에 올랐고 웨스트 브롬에서 브라이언 롭슨(Bryan Robson)을 당시 잉글랜드 이적료 기록을 깨면서까지 맨체스터 유나이티드로 데리고 왔다. 이후 맨체스터 유나이티드는 1983년, 1985년 FA컵을 차지하였다. 그러나 1985-86 시즌 리그 초반 10연승에도 불구하고 우승을 리버풀에 내주고 말았고 다음 시즌에는 실망스러운 성적으로 강등의 위기에 처하기도 했었다. 결국 앳킨스는 성적 부진의 책임으로 해임되었다.)

### 2013-현재
알렉스 퍼거슨이 2012-13 시즌을 끝으로 감독직에서 물러난 뒤, 맨체스터 유나이티드는 다음날 퍼거슨 감독의 뒤를 이어 11년 간 에버튼을 이끈 데이비드 모예스 감독과 6년 계약을 맺었으며 7월 1일부터 퍼거슨 경을 대신해 감독직을 수행하게 된다고 발표했다. 그러나, 모예스 부임 이후 프리미어리그 타이틀 방어에 실패하고 UEFA 챔피언스리그 진출권이 주어지는 4위 안에 들지 못하며 1995-96년 이후 처음으로 유럽축구연맹(UEFA) 챔피언스리그 본선 진출 자격을 얻지 못하는 부진한 모습을 보이자 2014년 4월 22일, 결국 모예스가 전격 경질되었으며 모예스의 뒤를 이어 팀의 레전드 라이언 긱스가 임시 감독으로 부임했으며 선수생활도 같이 병행하게 되었다. 그러나 맨유는 리그를 7위로 마감하며 UEFA 유로파 리그에 진출하는데에도 실패하게 되었는데, 이는 1990년 이후 맨체스터 유나이티드가 처음으로 유럽 대회에 출전하지 못한 것이였다. 2014년 5월 19일, 경질된 데이비드 모예스와 임시 감독인 라이언 긱스의 뒤를 이어 네덜란드 대표팀 감독 출신의 루이 판 할이 3년 계약을 맺고 맨체스터 유나이티드 감독으로 선임되었으며, 임시 감독이였던 라이언 긱스를 팀의 수석코치로 임명하였다.
판 할의 부임 첫 시즌을 앞두고 맨유는 안데르 에레라, 루크 쇼, 디 마리아, 라다멜 팔카오 등 대규모의 선수들을 영입하며 시즌을 준비하였고, 결국 프리미어리그에서 4위를 기록하면서 1시즌 만에 챔피언스리그에 다시 복귀하게 된다, 그러나 반 할의 두 번째 시즌, 멤피스 데파이, 슈나이덜린, 슈바인슈타이거 등 지난 시즌과 마찬가지로 상당한 금액으로 많은 선수들을 영입했음에도 불구하고 부진한 경기력을 보이면서 5위로 시즌을 마치며 3시즌 연속 우승 경쟁에서 밀렸으며 1시즌 만에 복귀한 챔피언스리그에서도 조별리그에서 탈락하게 된다. 하지만 FA컵에서 크리스털 팰리스를 꺾고 12년 만에 FA컵 우승 트로피를 차지하며, 알렉스 퍼거슨 경의 은퇴 이후 팀의 첫 우승 트로피를 들어올렸다. 퍼거슨 경 은퇴 이후 처음으로 우승을 차지함에도 불구하고 결국 판 할은 맨유 감독직에서 해임되었으며 2016년 5월 27일. 첼시, 인테르, 레알 마드리드 등에서 수많은 우승 트로피를 들어올린 조세 무리뉴가 구단과 3년 계약을 맺으면서 감독을 맡아 맨체스터 유나이티드를 지휘하였다.
무리뉴가 맨유 감독으로 부임한 첫 해 즐라탄 이브라히모비치, 에릭 바이, 헨리크 미키타리안, 폴 포그바를 영입하면서
리그에선 6위를 기록하였지만 FA 커뮤니티 실드, 유로파리그, EFL컵 우승을 이뤄냈으며, 챔피언스리그 본선에도 진출하게 된다. 이 시즌 웨인 루니는 맨유에서 통산 250호 골을 터뜨려 바비 찰턴경을 제치고 맨유의 역대 득점 1위에 올랐으며 시즌이 끝난 뒤 팀을 떠나 친정팀인 에버튼으로 복귀하였다. 2017-18 시즌을 앞두고 맨유는 로멜루 루카쿠, 네마냐 마티치, 빅토르 린델로프 등을 영입하며 전력을 보강하였고 부임하는 팀마다 2년차에 반드시 우승을 차지하는 무리뉴 감독의 징크스 덕분에 많은 기대를 안고 시즌에 들어갔다. 하지만 막강한 자금력과 펩 과르디올라 감독의 지도력을 앞세운 지역 라이벌 맨체스터 시티의 압도적인 경기력으로 인해 리그 2위를 기록하였고, 챔피언스리그에서도 세비야에게 16강에서 탈락하면서 모리뉴 감독 데뷔 이후 2년차 시즌 중 가장 아쉬운 성적을 남기게 된다.
그리고, 18-19 시즌, 선수 영입과정에서 발생한 무리뉴와 구단 보드진과의 갈등으로 인해 시즌 시작 전부터 잡음이 일기 시작하더니 시즌 개막 후 2018년 8월 28일(한국시간 새벽)에 있었던 토트넘과의 리그 3라운드 홈 경기에서 0-3 대패를 당해 홈 경기 역사상 굴욕적인 3골 차 패배를 당해 불안한 출발을 보였지만, 이후, 리그와 챔피언스리그를 포함하여 3연승을 내달렸다. 그리고, 2018년 9월 22일(한국시간 밤 11시)에 있었던 울버햄튼과의 홈 경기에서 프레드가 맨유 소속 데뷔골을 기록하며 클럽 통산 500번째 득점자로 이름을 남겼지만 1-1 아쉬운 무승부를 기록하였다. 하지만, 2018년 9월 26일(한국시각 새벽)에 있었던 카라바오 컵 경기에서 과거 무리뉴 제자였던 프랭크 램파드가 감독으로 이끄는 더비 카운티에게 승부차기에서 7-8로 패하여 자존심을 구겼다. 그 후로 무리뉴와 선수들의 불화설, 내부분열 등 잡음으로 끊이지 않았던 맨유는 챔피언스리그를 포함한 4경기 동안 승리를 거두지 못하다가, 2018년 10월 7일 새벽 1시 30분(한국 시간) 영국 맨체스터 올드 트래포드에서 열린 뉴캐슬과의 리그 홈 경기에서 3-2 극적인 역전승을 거두었다. 이 날 무리뉴는 커리어 통산 400승 고지에 올랐다. 그 이후, 불화설과 내부 분열 등 잡음을 수습한 맨유는 최근 들어 역전승을 많이 거두어 리그와 챔피언스리그에서 무패를 달렸으며, 챔피언스리그에선 H조 2위로 16강 진출에 성공하였다. 하지만 그 후에도 불화설과 성적 부진을 거듭하였고 결국 12월 17일에 열린 선두 리버풀과의 더비 매치 원정경기에서 경기 내용까지 밀리며 3:1로 패하면서 리그 선두 리버풀에 19점 차로 밀리게 되자, 구단 수뇌부들은 2018년 12월 18일(한국시간)에 무리뉴를 경질함으로써 무리뉴 시대는 막을 내렸다.
그 후, 새로운 정식 감독을 찾을 때까지 맨유의 레전드 공격수이자 노르웨이의 몰데 FK의 감독인 솔셰르가 임시 감독을 맡아 남은 시즌을 치르기로 하였지만, 솔샤르가 부임한 이래 17경기 동안 14승 2무 1패를 기록하는 호성적에다 2019년 3월 7일(한국시간 새벽)에 있었던 파리 생제르맹과의 2차전 경기에서 3-1 승리를 거둬 원정 다득점 원칙으로 5시즌 만에 8강에 오르는 파리의 기적을 선보여 2019년 3월 28일(한국시간)에 맨유의 정식 감독으로 승격하였다.
하지만 솔샤르가 정식 감독 임명 직후, 성적은 급격하게 하락하여 시즌 6위를 마감하였고, FA컵에서도 울버햄턴에게 1-2로 패하여 시즌을 무관으로 마감했다.
2019-20 시즌을 앞두고, 맨유는 루카쿠와 에레라 등을 내보내고, 스완지 시티에서 측면 공격수인 대니얼 제임스를 영입하고, 크리스탈 팰리스에서 뛰었던 풀백 에런 완비사카를 영입하였다. 그리고, 지난 시즌 동안 취약 부분인 중앙 수비 자리를 레스터 시티에서 뛰었던 잉글랜드 국가대표 출신의 해리 매과이어를 역대 최고 이적료를 갱신하면서 영입에 성공하였다. 2019년 8월 12일(한국시간)에 있었던 첼시와의 리그 홈 개막전 경기에서 무려 25년 만에 4-0 대승을 거두었고, 리그에서는 54년 만에 승리를 거뒀다.
그 후, 겨울 이적 시장 때 스포르팅에서 뛰고 있던 포르투갈 국가대표 미드필더인 브루누 페르난드스와 중국 상하이 선화에서 뛰고 있던 나이지리아 공격수 오디온 이갈로를 데려온 맨유는 브루노와 이갈로의 효과로 분위기 반전에 성공하여 11경기 무패를 달렸다.
그 후, 맨유는 솔샤르 감독 이후, 랄프 랑니크 임시 감독 체제에서도 성적이 곤두박질을 쳤고, 2022-23 시즌을 앞두고 아약스를 이끌던 에릭 텐하흐를 맨유의 새로운 감독으로 선임하였고, 2023년 2월 27일(한국시간 새벽)에 EFL 컵 결승전에서 뉴캐슬을 2-0으로 물리치고 6년 만에 우승 타이틀을 따냈다.
그리고, 2023년 5월 26일(한국시각) 열린 2022-2023 프리미어리그 37라운드 홈 경기에서 첼시를 4-1 승리를 통해 3위를 기록하여 다음 시즌 유럽 챔피언스리그 진출을 확정지었고 풀럼과의 리그 최종전에서 2-1 승리를 거둬 3위로 시즌을 마감하였지만, 2023년 6월 3일(한국시간 밤 11시)에 있었던 FA컵 결승에서 맨시티에게 1-2로 패하여 더블 달성에 실패하였다.
지난 시즌에 챔스 진출권을 얻어내고 23-24 시즌에 임한 맨유는 시작부터 삐걱거리기 시작했다. 리산드로 마르티네스와 라파엘 바란 등 주전 수비수들이 줄부상으로 이탈하고, 안토니는 성폭행 혐의 사건과 더불어 제이든 산초가 텐 하흐에게 항명하는 사태가 벌어져 내란을 겪었다. 덤으로 구단 인수가 문제와 성적이 계속 지지부진한 것도 모자라 2년 만에 출전한 유럽챔피언스리그에서 최하위로 탈락하는 수모를 겪었다.
그 후로도 맨유는 크고 작은 부상 일지만 60건이 넘은데다가 텐 하흐의 경질설까지 나왔으며, 결국 리그 8위를 기록하는 최악의 시즌을 보냈지만 2024년 5월 25일(한국시간)에 있었던 FA컵 결승에서 맨시티를 2-1로 누르고 13번째 FA컵 우승을 차지하였다. 시즌 후, 마시알과 그린우드, 바란과 결별하였고, 시즌 동안 경질설이 나돌았던 텐 하흐는 2년 재계약을 체결함에 따라 랫클리프 체제에서 새로운 개혁을 예고하였다.
그 후, 맨유는 릴에서 활약한 프랑스 수비수 레니 요로 영입을 시작으로, 볼로냐에서 활약한 네덜란드 공격수 조슈아 지르크제이와 과거 아약스에서 텐 하흐와 사제지간을 맺었던 마테이스 더 리흐트와 누사이르 마즈라위를 데려왔으며 애런 완 비사카를 웨스트 햄으로 이적시켰다. 그리고 새로운 코치로는 과거 맨유에서 간판 골잡이로 맹활약했던 뤼트 판 니스텔로이와 르네 하케가 맨유의 코치진으로 합류하였다.
2024년 8월 17일 (한국시각 새벽 4시)에 있었던 풀럼과의 2024-25 시즌 첫 경기에서 1-0 승리로 시즌 첫 출발을 알렸다.
하지만, 리버풀과 토트넘과의 리그 홈 경기에서 0-3 대패를 당했고 유로파리그에서 3연속 무승부를 거둔데다 2024년 10월 27일(한국 시간)에 있었던 웨스트 햄과의 리그 경기에서 1-2 패배를 당해 리그 14위까지 떨어졌다. 결국 하루 뒤인 2024년 10월 28일(한국 시간)에 텐 하흐는 성적 부진으로 경질되었고, 2024년 11월 1일(한국시간)에 스포르팅 CP을 지휘하고 있는 포르투갈 출신인 후벵 아모링 선임을 공식 발표하였다. 일단 2024년 11월 11일에 합류하기 전까지 수석 코치인 판 니스텔로이가 감독 대행을 맡아 4승 1무의 성적을 거뒀다.
그러나 아모림 체제 이후, 리그 성적은 16위로 추락하였고, FA컵과 리그컵도 모두 탈락하였으며, 마지막 희망이었던 유로파리그에서는 뛰어난 모습을 보여주며 파죽지세로 준결승 상대였던 아틀레틱 클로브는 종합 스코어 7:1로 이기며 결승전에 진출했다. 결승에서 상대였던 토트넘을 경기력 면에서 압도하였지만 1골을 실점했고 결국 준우승을 거두는 등 최악의 시즌을 보냈다. 답이 없다.

## 우승 기록

#### 리그
- 풋볼 리그 1부/프리미어리그[리그 1]

● 우승 (20, 최다 기록): 1907-08, 1910-11, 1951-52, 1955-56, 1956-57, 1964-65, 1966-67, 1992-93, 1993-94, 1995-96, 1996-97, 1998-99, 1999-2000, 2000-01, 2002-03, 2006-07, 2007-08, 2008-09, 2010-11, 2012-13
● 준우승 (17): 1946-47, 1947-48, 1948-49, 1950-51, 1958-59, 1963-64, 1967-68, 1979-80, 1987-88, 1991-92, 1994-95, 1997-98, 2005-06, 2009-10, 2011-12, 2017-18, 2020-21
- 풋볼 리그 2부/EFL 챔피언십[리그 1]

● 우승 (2): 1935-36, 1974-75
● 준우승 (4): 1896-97, 1905-06, 1924-25, 1937-38

#### 컵
- FA컵

● 우승 (13): 1908-09, 1947-48, 1962-63, 1976-77, 1982-83, 1984-85, 1989-90, 1993-94, 1995-96, 1998-99, 2003-04, 2015-16, 2023-24
● 준우승 (9): 1956-57, 1957-58, 1975-76, 1978-79, 1994-95, 2004-05, 2006-07,2017-18, 2022-2023
- EFL컵

● 우승 (6): 1991-92, 2005-06, 2008-09, 2009-10, 2016-17, 2022-23
● 준우승 (4): 1982-83, 1990-91, 1993-94, 2002-03
- FA 커뮤니티 실드

● 우승 (21, 최다 기록): 1908, 1911, 1952, 1956, 1957, 1965*, 1967*, 1977*, 1983, 1990*, 1993, 1994, 1996, 1997, 2003, 2007, 2008, 2010, 2011, 2013, 2016
● 준우승 (10): 1948, 1963, 1985, 1998, 1999, 2000, 2001, 2004, 2009, 2024

### 국제 대회

#### 유럽 대회
- UEFA 챔피언스리그

● 우승 (3): 1967-68, 1998-99, 2007-08
● 준우승 (2): 2008-09, 2010-11
- UEFA 유로파리그

● 우승 (1): 2016-17
● 준우승 (2): 2020-21, 2024-25
- UEFA 슈퍼컵

● 우승 (1): 1991
● 준우승 (3): 1999, 2008, 2017
- UEFA 컵위너스컵

● 우승 (1): 1990-91

#### 세계 대회
- FIFA 클럽 월드컵

● 우승 (1): 2008
5위 (1): 2000
- 인터콘티넨털컵

● 우승 (1): 1999
● 준우승 (1): 1968

### 친선 대회
- 인터내셔널 챔피언스컵

● 우승 (1): 2014
- 프리미어리그 서머 시리즈

● 우승 (1): 2025

## 선수단

### 현재 선수 명단
참고: FIFA 자격 규정에 따라 소속된 국가대표팀 국기를 표시합니다. 선수는 복수의 FIFA 비회원국 국적을 가지고 있을 수 있습니다.
| 번호 | 포지션 | 국적         | 이름                     |
| ---- | ------ | ------------ | ------------------------ |
| 1    | GK     | 튀르키예     | 알타이 바이은드르        |
| 2    | DF     | 포르투갈     | 디오구 달로              |
| 3    | DF     | 모로코       | 누사이르 마즈라위        |
| 4    | DF     |              | 마테이스 더 리흐트       |
| 5    | DF     | 잉글랜드     | 해리 매과이어            |
| 6    | DF     |              | 리산드로 마르티네스      |
| 7    | MF     | 잉글랜드     | 메이슨 마운트            |
| 8    | MF     | 포르투갈     | 브루노 페르난데스 (주장) |
| 9    | FW     |              | 라스무스 호일룬          |
| 10   | FW     |              | 마테우스 쿠냐            |
| 11   | FW     |              | 조슈아 지르크제이        |
| 13   | DF     |              | 파트리크 도르구          |
| 15   | DF     |              | 레니 요로                |
| 16   | FW     | 코트디부아르 | 아마드 디알로            |
| 17   | FW     |              | 알레한드로 가르나초      |
| 18   | MF     |              | 카세미루 (부주장)        |
| 19   | MF     | 카메룬       | 브라이언 음뵈모          |

| 번호 | 포지션 | 국적       | 이름              |
| ---- | ------ | ---------- | ----------------- |
| 22   | GK     | 잉글랜드   | 톰 히턴           |
| 23   | DF     | 잉글랜드   | 루크 쇼           |
| 24   | GK     | 카메룬     | 앙드레 오나나     |
| 25   | MF     | 우루과이   | 마누엘 우가르테   |
| 26   | DF     | 잉글랜드   | 에이든 헤븐       |
| 30   | FW     | 슬로베니아 | 베냐민 셰슈코     |
| 32   | FW     |            | 치도 오비 마틴    |
| 33   | DF     | 잉글랜드   | 타일러 프레드릭슨 |
| 35   | DF     | 파라과이   | 디에고 레온       |
| 37   | MF     | 잉글랜드   | 코비 마이누       |
| 41   | DF     | 잉글랜드   | 해리 애머스       |

### 임대 선수 명단
참고: FIFA 자격 규정에 따라 소속된 국가대표팀 국기를 표시합니다. 선수는 복수의 FIFA 비회원국 국적을 가지고 있을 수 있습니다.
| 번호 | 포지션 | 국적     | 이름                                           |
| ---- | ------ | -------- | ---------------------------------------------- |
| —    | FW     | 잉글랜드 | 제이던 산초 (첼시로 임대)                      |
| -    | FW     | 잉글랜드 | 마커스 래시퍼드 (FC 바르셀로나로 임대)         |
| 12   | DF     |          | 티렐 말라시아 (PSV로 임대)                     |
| 21   | FW     |          | 안토니 (레알 베티스로 임대)                    |
| 36   | FW     | 잉글랜드 | 에단 휘틀리 (노스햄튼 타운 FC로 임대)          |
| 43   | MF     | 잉글랜드 | 토비 콜리어 (웨스트 브롬위치 알비온 FC로 임대) |
| 44   | MF     | 잉글랜드 | 대니얼 고어 (로더럼 유나이티드 FC로 임대)      |

### 전 맨체스터 유나이티드 선수
- 가가와 신지
- 게리 네빌
- 나니
- 네마냐 비디치
- 니키 버트
- 다비드 데 헤아
- 대니 웰벡
- 대런 플레처
- 데니스 로
- 데니스 어윈
- 데이비드 베컴
- 데이비드 힐리
- 드와이트 요크
- 디미터르 베르바토프
- 디에고 포를란
- 라이언 긱스
- 로니 욘센
- 로빈 반페르시
- 로이 킨
- 뤼트 판 니스텔로이
- 리오 퍼디난드
- 마이클 오언
- 마이클 캐릭
- 마크 휴즈
- 바비 찰튼
- 박지성
- 반데르사르
- 브라이언 롭슨
- 빌 폴크스
- 안토니오 발렌시아
- 앙헬 디 마리아
- 애슐리 영
- 앤디 콜
- 앨릭스 스테프니
- 야프 스탐
- 에리크 젬바젬바
- 에리크 칸토나
- 올레 군나르 솔샤르
- 웨스 브라운
- 웨인 루니
- 제라르 피케
- 제시 린가드
- 조지 베스트
- 존 오셰이
- 퀸턴 포춘(1999 ~ 2006)
- 크리스티아누 호날두
- 톰 클레벌리
- 파트리스 에브라
- 패트릭 맥네어
- 페터 슈마이켈
- 폴 스콜스
- 폴 포그바
- 필 네빌
- 필 존스
- 헨리크 라르손
- 후안 마타

## 코칭스태프
- 감독 :  후벵 아모링
- 수석 코치 :  카를로스 페르난데스
- 1군 코치 :  대런 플레처,  아델리오 캔디,  에마누엘 페로,  파울루 바헤이라
- 1군 골키퍼 코치 :  호르헤 비탈,  크레이그 모슨
- 피트니스 코치 :  파울로 가우디노,  찰리 오언
- 피지컬 퍼포먼스 코치:  파울로 바레이라
- 운동 코치 :  리차드 호킨스
- 파워 코치 :  마이클 클레그
- 테크니컬 디렉터 :  제이슨 윌콕스
- 개발 코치  :  데이비드 휴즈
- 유스 코치  :  클레이튼 블랙모어

## 기록

### 맨체스터 유나이티드 출신 잉글랜드 축구 국가대표팀 선수
진한 글씨는 현재 맨체스터 유나이티드 FC에서 뛰는 선수들이다.

메이저 대회에 (FIFA 월드컵, UEFA 유럽 축구 선수권 대회) 출전했던 선수들로만 작성하였다.

- 보비 찰턴 (1956-1973)
- 브라이언 롭슨 (1981-1994)
- 피터 비어슬리 (1982-1983)
- 폴 인스 (1989-1995)
- 앤디 콜 (1994-2002)
- 니키 버트 (1992-2004)
- 게리 네빌 (1992-2011)
- 폴 스콜스 (1992-2011, 2012-2013)
- 데이비드 베컴 (1992-2003)
- 필 네빌 (1992-2005)
- 웨스 브라운 (1996-2011)
- 테디 셰링엄 (1997-2001)
- 리오 퍼디낸드 (2002-2014)
- 웨인 루니 (2004-2017)
- 벤 포스터 (2005-2010)
- 마이클 캐릭 (2006-2018)
- 오언 하그리브스 (2007-2011)
- 대니 웰벡 (2008-2014)
- 마이클 오언 (2009-2012)
- 애슐리 영 (2011-2020)
- 크리스 스몰링 (2010-2020)
- 필 존스 (2011-2023)
- 제시 린가드 (2011-2022)
- 루크 쇼 (2014- )
- 딘 헨더슨  (2015-2023)
- 마커스 래쉬포드 (2016- )
- 해리 매과이어 (2019- )
- 제이든 산초 (2021-2024)
- 톰 히턴 (2004-2010, 2021- )
- 메이슨 마운트 (2023- )

아래의 기록은 2021년 8월 21일 기준의 기록이므로, 현역 선수(굵은 글씨)의 경우 시간의 진행에 따라 기록의 변동이 있을 수 있다. 

#### 최다 출장 기록
| 순위 | 이름            | 기간        | 출장 횟수 | 골  |
| ---- | --------------- | ----------- | --------- | --- |
| 1    | 라이언 긱스     | 1990 – 2014 | 963       | 168 |
| 2    | 보비 찰턴       | 1956 – 1973 | 758       | 249 |
| 3    | 폴 스콜스       | 1994 – 2013 | 718       | 155 |
| 4    | 빌 포크스       | 1952 – 1970 | 688       | 9   |
| 5    | 게리 네빌       | 1992 – 2011 | 602       | 7   |
| 6    | 웨인 루니       | 2004 – 2017 | 559       | 253 |
| 7    | 앨릭스 스테프니 | 1966 – 1978 | 539       | 2   |
| 8    | 토니 던         | 1960 – 1973 | 535       | 2   |
| 9    | 데니스 어윈     | 1990 – 2002 | 529       | 33  |
| 10   | 조 스펜스       | 1919 – 1933 | 510       | 168 |

#### 최다 득점 기록
| 순위 | 이름               | 기간                    | 출장 횟수 | 득점 | 경기당 득점 |
| ---- | ------------------ | ----------------------- | --------- | ---- | ----------- |
| 1    | 웨인 루니          | 2004 – 2017             | 559       | 253  | 0.452       |
| 2    | 보비 찰턴          | 1956 – 1973             | 758       | 249  | 0.328       |
| 3    | 데니스 로          | 1962 – 1973             | 404       | 237  | 0.587       |
| 4    | 잭 로울리          | 1937 – 1955             | 424       | 211  | 0.498       |
| 5    | 데니스 바이올렛    | 1953 – 1962             | 293       | 179  | 0.611       |
| 6    | 조지 베스트        | 1963 – 1974             | 470       | 179  | 0.381       |
| 7    | 조 스펜스          | 1919 – 1933             | 510       | 168  | 0.329       |
| 7    | 라이언 긱스        | 1991 – 2014             | 963       | 168  | 0.178       |
| 9    | 마크 휴스          | 1983 – 1986 1988 – 1995 | 467       | 163  | 0.349       |
| 10   | 폴 스콜스          | 1994 – 2013             | 714       | 155  | 0.217       |
| 11   | 뤼트 판 니스텔로이 | 2001 – 2006             | 219       | 150  | 0.684       |

#### 역대 주장
| 기간      | 이름              | 비고                                            |
| --------- | ----------------- | ----------------------------------------------- |
| 1878–1896 | ?                 |                                                 |
| 1896–1903 | 해리 스탠퍼드     | 뉴턴 히스의 주장, 맨체스터 유나이티드의 첫 주장 |
| 1903–1904 | ?                 |                                                 |
| 1904–1907 | 잭 패디           |                                                 |
| 1907–1913 | 찰리 로버츠       |                                                 |
| 1913–1919 | 조지 스테이시     |                                                 |
| 1919–1922 | 조지 헌터         |                                                 |
| 1922–1928 | 프랭크 바슨       |                                                 |
| 1928–1932 | 잭 윌슨           |                                                 |
| 1932–1936 | 휴 맥레나한       |                                                 |
| 1936–1939 | 지미 브라운       |                                                 |
| 1939–1946 | 없음              | 제2차 세계 대전 기간임                          |
| 1946–1953 | 조니 캐리         | 비(非)영국 출신 주장                            |
| 1953–1954 | 알렌비 칠튼       | 조니 캐리 은퇴 후 1년간 주장직                  |
| 1954–1958 | 로저 바인         | 뮌헨 비행기 참사로 사망                         |
| 1958–1962 | 빌 포크스         |                                                 |
| 1962-1967 | 노엘 캔트웰       |                                                 |
| 1967–1973 | 보비 찰턴         |                                                 |
| 1973–1979 | 마틴 뷰캔         |                                                 |
| 1979–1982 | 새미 맥킬로이     |                                                 |
| 1982–1994 | 브라이언 롭슨     | 역대 최장 기간 동안 주장직                      |
| 1991–1996 | 스티브 브루스     | 브라이언 롭슨과 함께 1991년 ~ 1994년 공동 주장  |
| 1996–1997 | 에리크 캉토나     | 영국 및 아일랜드 출신이 아닌 첫 주장            |
| 1997–2005 | 로이 킨           | 주장직을 맡는 동안 역대 최대의 트로피를 획득    |
| 2005–2008 | 게리 네빌         | 로저 번 이후 그레이터 맨체스터 출신 주장        |
| 2008-2010 | 리오 퍼디낸드     | 주장 게리 네빌 부상으로 2년동안 주장            |
| 2010-2014 | 네마냐 비디치     | 영국 및 아일랜드 출신이 아닌 주장               |
| 2014-2017 | 웨인 루니         |                                                 |
| 2017-2018 | 마이클 캐릭       |                                                 |
| 2018-2019 | 안토니오 발렌시아 | 비(非)유럽 출신 첫 주장                         |
| 2019-2023 | 해리 매과이어     |                                                 |
| 2023-     | 브루노 페르난데스 |                                                 |

#### 맷 버즈비 경 올해의 선수
| 시즌    | 이름                | 국적       | 포지션 |
| ------- | ------------------- | ---------- | ------ |
| 1987-88 | 브라이언 맥클레어   | 스코틀랜드 | FW     |
| 1988-89 | 브라이언 롭슨       | 잉글랜드   | MF     |
| 1989-90 | 게리 팰리스터       | 잉글랜드   | DF     |
| 1990-91 | 마크 휴스           | 웨일스     | FW     |
| 1991-92 | 브라이언 맥클레어   | 스코틀랜드 | FW     |
| 1992-93 | 폴 인스             | 잉글랜드   | MF     |
| 1993-94 | 에리크 캉토나       | 프랑스     | FW     |
| 1994-95 | 안드레이 칸첼스키스 | 러시아     | MF     |
| 1995-96 | 에리크 캉토나       | 프랑스     | FW     |
| 1996-97 | 데이비드 베컴       | 잉글랜드   | MF     |
| 1997-98 | 라이언 긱스         | 웨일스     | MF     |
| 1998-99 | 로이 킨             | 아일랜드   | MF     |
| 1999-00 | 로이 킨             | 아일랜드   | MF     |
| 2000-01 | 테디 셰링엄         | 잉글랜드   | FW     |
| 2001-02 | 뤼트 판 니스텔로이  | 네덜란드   | FW     |
| 2002-03 | 뤼트 판 니스텔로이  | 네덜란드   | FW     |
| 2003-04 | 크리스티아누 호날두 | 포르투갈   | MF     |
| 2004-05 | 가브리엘 에인세     | 아르헨티나 | DF     |
| 2005-06 | 웨인 루니           | 잉글랜드   | FW     |
| 2006-07 | 크리스티아누 호날두 | 포르투갈   | MF     |
| 2007-08 | 크리스티아누 호날두 | 포르투갈   | MF     |
| 2008-09 | 네마냐 비디치       | 세르비아   | DF     |
| 2009-10 | 웨인 루니           | 잉글랜드   | FW     |
| 2010-11 | 치차리토            | 멕시코     | FW     |
| 2011-12 | 안토니오 발렌시아   | 에콰도르   | MF     |
| 2012-13 | 로빈 판 페르시      | 네덜란드   | FW     |
| 2013-14 | 다비드 데 헤아      | 스페인     | GK     |
| 2014-15 | 다비드 데 헤아      | 스페인     | GK     |
| 2015-16 | 다비드 데 헤아      | 스페인     | GK     |
| 2016-17 | 안데르 에레라       | 스페인     | MF     |
| 2017-18 | 다비드 데 헤아      | 스페인     | GK     |
| 2018-19 | 루크 쇼             | 잉글랜드   | DF     |
| 2019-20 | 브루노 페르난데스   | 포르투갈   | MF     |
| 2020-21 | 브루노 페르난데스   | 포르투갈   | MF     |
| 2021-22 | 크리스티아누 호날두 | 포르투갈   | FW     |
| 2022-23 | 마커스 래쉬포드     | 잉글랜드   | FW     |
| 2023-24 | 브루노 페르난데스   | 포르투갈   | MF     |

## 유니폼
뉴턴 히스 시절의 홈 유니폼은 노란색과 녹색이었다(차후 1990년대 초반에 어웨이 유니폼으로 사용되었던 조합이기도 하다.). 1902년 맨체스터 유나이티드로의 개명과 더불어 유니폼을 붉은색 상의와 흰 바지, 검은색 양말(챔피언스리그는 붉은색 상의 흰 바지 흰 양말)의 조합으로 바꾸었다. 이 조합은 오늘날 가장 표준적인 맨체스터의 홈 유니폼이 되었다. 한편 1909년 브리스톨 시티와의 FA컵 결승전에서 입은 흰색 상의에 붉은색 브이넥의 유니폼도 유명하다. 이 디자인은 1920년대에 부활되기도 했다.)
어웨이 유니폼은 보통 흰색 상의에 검은색 하의, 흰색 양말로 구성되었다. 청색과 흰색의 줄무늬 유니폼이 1903년에서 1916년에 사용되기도 했고, 1994년과 2003년에는 검은색 상하의, 2000년에는 남색 상의에 은색 핀 스트라이프의 조합을 사용하기도 했다. 1995-96시즌부터 잠깐 사용했던 회색 상하의도 유명한데, 이 옷을 입고는 단 한 번의 승리도 거둔 적이 없기 때문이다. 사우스햄턴과의 경기에서 전반 종료 후 스코어가 0-3으로 뒤지고 있었는데, 휴식 시간 때 청색과 흰색의 유니폼으로 바꾸어 입은 적이 있다. 경기는 1-3으로 결국 졌는데, 선수들은 회색 유니폼은 식별이 잘 안 돼서 불만이라는 평을 내놓았다. 엄브로 후원에서 나이키 후원으로 바뀌기 전, 마지막 엄브로 후원의 유니폼은 맨체스터 유나이티드로의 개명 100주년을 기념해 만들어졌다. 흰색 바탕에 검은 소매에 금색 테두리가 들어간 유니폼이었다.
서드 유니폼은 전통적으로 청색 상하의인데, 이는 1968년 유러피언 컵 결승전에서 입었던 바로 그 옷이며 그때의 우승을 기리기 위해서이다. 1970년대 초반에 밝은 노란색의 유니폼으로 입었고, 1996년부터는 파란색과 흰색 줄무늬의 상의를 입었는데 팬들로부터 호응이 좋았다. 한편 2004년에는 흰색 상의에 검은색과 적색을 평행하게 세로줄무늬를 넣은 유니폼을 입었었다. 과거에는 또한 원래 훈련복으로 입었던 옷을 3번째 유니폼으로 입기도 했었다. 1998-99 시즌에는 짙은 남색 셔츠에 고동색이 들어간 유니폼을 입었다. 2008년 2월 10일, 맨체스터 시티와의 경기에서 뮌헨 참사 50주기를 맞아 후원사 로고를 떼고 뮌헨 비행기 참사 사고가 있었던 50년대 후반 당시의 유니폼을 입고 출전하였다.)

## 경기장
클럽 초창기 뉴턴 히스 시절에는 노스 로드 부근에 지금과는 다른 작고 초라한 경기장을 가지고 있었다. 경기장 컨디션이 좋지 않아 다른 팀으로부터 수렁이나 채석장 같은 경기장이라는 혹평을 받기도 했었다. 뉴턴 히스는 1878년에서 1893년까지 노스 로드에서 15년을 보냈으며, 리그 진입 후 클레이턴(Clayton) 근처의 뱅크 스트리트 부근으로 경기장을 옮겼다. 하지만 그곳에서도 경기장 상태는 그렇게 좋은 편은 아니었고, 억센 잔디 상태와 모래, 주변 공장으로부터 나오는 연기는 선수들에게 환영받지 못했다. 실제로 “Walsall Town Swifts”라는 팀은 경기장 상태의 문제를 제기하며 한때 경기를 거부한 사례도 있었다. 1902년에는 구단의 파산 위기로 경기장이 있는 토지가 강제 집행될 뻔했지만 해리 스탠퍼드의 지원으로 그러한 사태는 막았다.)
뉴턴 히스는 맨체스터 유나이티드로 개명하고 새로운 경기장 건설을 위해 6만 파운드 상당의 토지를 구입하였다. 이 무렵에 맨체스터 유나이티드는 그들의 홈구장을 올드 트래퍼드(Old Trafford)라고 이름을 붙였다. 영국 축구장의 아버지라고 불리는 건축가 아치볼드 레이치는 3만 달러의 예산을 받고 맨체스터 유나이티드의 새로운 홈구장을 만드는 임무를 맡았다. 초기 계획은 10만 명을 수용할 수 있는 경기장을 구상하였지만 77,000명의 구조로 약간 축소됐다. 개막 경기는 리버풀 FC과 1910년 2월 19일 경기에서 열렸다. 1911년과 1915년에 FA컵 결승전이 열렸고, 1920년에는 애스턴 빌라와의 리그 경기에서 당시 70,504명의 최대 관중을 수용했다. 이후 1939년 FA컵에서 포츠머스와 그림스비 팀과의 준결승에서는 76,962명이 들어와 최고 기록을 다시 한번 갱신했다. 1941년 3월 11일 2차 세계대전의 풍파 속에 올드 트래퍼드는 나치 독일의 폭격을 맞아 많은 부분이 파괴되고 만다. 1949년 재건설에 들어갔으며 맨체스터 시티의 경기장을 1년당 5천 파운드와 관객 입장료 중 일부 금원을 지불하며 사용하였다. 맨체스터 유나이티드는 전쟁 피해 위원회(War Damage Commission)에 진정하여 22,278파운드의 재건설 비용을 얻어내기도 했다.)
재건설 과정에서 지붕이 없던 나머지 세 면에도 지붕이 생겼는데, 당시에 유행이었던 지붕 디자인은 관중석에서 경기를 보는 시야를 가렸다. 1950년대 중반에는 투광 조명등이 최초로 설치되었고 180피트의 철탑이 4개, 투광 조명등이 54개 설치되었다. 설치 과정에서 4만 파운드를 소요했으며 1957년 3월 25일에 새로운 조명에서 첫 경기를 치렀다(그런데 1987년의 이런 조명 시스템은 해체되고 새로운 조명 시스템이 도입된다). 1960년대 중반 월드컵을 대비해 현대적인 캔틸레버 스타일의 지붕이 북쪽과 동쪽 스탠드부터 개축되었다. 올드 트래퍼드에서 1966년의 월드컵이 열렸고, 1970년의 FA컵 결승전도 치렀다. 1970년대에는 올드 트래퍼드는 최초로 관중석과 그라운드에 경계망을 설치한 경기장으로 기록되었다.)
1960년대에서 80년대 올드 트래퍼드는 58,000명을 수용할 수 있었다. 1989년 리버풀 FC과 노팅엄 포레스트와의 경기 중 95명이 사망한 힐즈브러 참사를 계기로 경기장에 좌석이 모두 설치되어야 한다는 주장이 테일러 리포트에서 제기되었다. 결국, 올드 트래퍼드는 44,000명이 입장할 수 있는 규모로 축소되었다.)
1995년에서 1996년 북쪽 스탠드의 확장 공사를 했고, 다시 56,000 명을 수용할 수 있게 되었다. 확장된 공간에 맨체스터 유나이티드의 박물관이 생겼고 이 무렵에 트로피 전시실과 레드 카페 레스토랑, 스카이박스 등이 만들어졌다. 이후에도 간헐적인 확장 공사가 있었고 최근에 있었던 2006년 확장 공사 이후 2008년 2월 기준으로 76,212명의 수용 규모를 갖추고 있다.) 2011년 11월 5일, 맨체스터 유나이티드는 알렉스 퍼거슨 경의 감독 25주년을 기념하여 북쪽 스탠드의 이름을 '유나이티드 로드 스탠드 (United Road Stand)'에서 '알렉스 퍼거슨 경 스탠드 Sir Alex Ferguson Stand)'로 바꿨다.
현재 맨체스터 유나이티드 보드진은 약 80,000석 규모로 증축을 검토 중이다.

## 후원

### 유니폼 후원 계약
1982년에서 2000년까지, 샤프전자와 50만 파운드의 유니폼 후원 계약을 맺었다. 2000-2001 시즌부터 보다폰 사와 4년간 3000만 파운드의 유니폼 후원을 맺었고. 그 후, 보다폰와 3600만 파운드의 금액으로 4년간 연장 하는 계약을 맺었으나, 2005-06 시즌을 마지막으로 이 계약은 구단이 보상금을 지급하고 중지되었다. 2006년 4월 6일, 데이비드 길 단장은 AIG 사를 맨체스터 유나이티드의 새로운 유니폼 후원사가 되었음을 발표하였다. 계약 규모는 4년간 5650만 파운드였다. 연간 약 1410만 파운드의 규모로 2008년 기준으로 가장 큰 규모이다. 최근 경제 위기로 인해 어려움을 겪고 있는 AIG와의 계약은 2009-10 시즌까지이며 맨체스터 유나이티드는 AIG에 뒤를 이을 새로운 유니폼 후원사를 모색한 가운데 새 후원사로 미국의 보험중개업 전문회사인 에이온(Aon)과 계약을 맺었다. 계약기간은 다음 2010-11 시즌부터 4년간 8000만 파운드를 받는 조건으로 계약을 맺었다.
2012년 8월에 맨체스터 유나이티드는 쉐보레와 새롭게 계약을 체결했음을 발표했다. 계약 기간은 2014-2015시즌부터 2020-21 시즌 총 7년간 연간 8000만 파운드, 총 5억 5900만 파운드를 받는 조건으로 계약을 맺었다.

### 용품 후원 계약
2014년 7월 15일, 맨체스터 유나이티드는 2015-2016시즌부터 10년간 독일 스포츠용품 제조업체 아디다스로부터 매년 7500만 파운드 규모의 후원을 받게된다. 총액은 7억 5000만 파운드에 달한다. 이 후원금액으로 프리미어리그 최대 후원 금액으로 1위를 차지했다. 

### 후원사 목록
- 아디다스 - 공식 용품 후원사
- 쉐보레 - 공식 자동차 파트너, 주 스폰서
- 부로바 - 공식 타임 파트너
- 싱하 맥주 - 공식 맥주
- 스프리츠 아페롤 - 공식 국제 스피릿 파트너
- 도시바 메디컬 시스템즈 - 공식 메디컬 파트너
- DHL - 공식 물류 파트너
- 얀마 - 공식 글로벌 파트너
- 조아제약 - 공식 약품 파트너
- 간사이 페인트 - 공식 페인트 파트너
- 아에로 플로트 - 공식 항공사
- 스위스쿼트 - 공식 금융 파트너
- 아벤고아 - 공식 지속개발가능 기술 기업 파트너
- 까실렐로 델 디아블로 - 공식 와인 파트너
- 엡손 - 공식 사무용 기구 파트너
- 카마게임즈 - 공식 게임 파트너
- 오뚜기 - 공식 식품 파트너
- STC - 공식 이동 통신 파트너
- 글로바컴 - 공식 나이지리아, 가나 베닌 공화국 지역의 통합 통신 파트너
- TM - 공식 말레이시아 지역 통합 텔레콤 파트너
- VIVA - 공식 통합 텔레콤 파트너
- bwin - 공식 베팅 파트너
- Xfm 맨체스터 - 공식 라디오 방송국
- 뉴에라 - 공식 모자 파트너
- HEROES - 공식 신발 파트너

## 기타
- 맨체스터 유나이티드 FC의 팬들은 그들의 팀을 ‘유나이티드’(United)로 부르기도 한다. 한편, 대한민국에서는 ‘맨유’라고 줄여 부르기도 하며, 중국에서는 曼聯(màn lián)으로 부른다.[출처 필요]
- 맨체스터 유나이티드의 별명은 붉은 악마들(Red Devils)이다.[21]
- 맨체스터 유나이티드 FC의 대한민국 출신 선수에는 No.13 박지성(Ji sung Park)이 있다.

## 같이 보기
- 프리미어리그
- 맬컴 글레이저
- 알렉스 퍼거슨
- 노스웨스트 더비
- 맨체스터 더비

## 네임드 팬
- 우사인볼트 (前육상선수)
- 윤성빈 - (스켈레톤선수)
- 정민규 - (야구선수)
- 유재석 - (MC겸 코미디언)
- 탁재훈 - (MC겸,가수)
- 류준열 - 배우
- 박기웅 - 배우
- 이동휘 - 배우
- 김민석 - 배우
- 이세영 - 대한민국의 배우이다.
- 최강창민 - 동방신기 소속의 가수
- 강다니엘 - Wanna One소속의 가수
- 아이린 - Red Velvet 소속의 가수
- 오하영- Apink 소속의 가수
- E SENS - 래퍼
- 넉살 - 래퍼
- 행주 - 래퍼
- 김흥국 - 가수
- 박재정 - 가수, K리그 홍보대사. (2016~2017)
- 카더가든 - 가수
- 우디고차일드 : 래퍼
- 클라라 - 여자연예인
- 노우진 - 개그맨
- 손흥민 -축구선수
- 이유현-축구선수
- 송민규-축구선수
- 파벨 네드베드-前 축구선수
- 요한 크루이프-前 축구선수
- 존 테리-前 축구선수
- 파비뉴-축구선수
- 토마 뫼니에 축구선수
- 김의중(단군) - 캐스터, 인터넷 방송인

## 주해
1. 1 2  1992년, 출범과 동시에 프리미어리그는 잉글랜드 축구 시스템상 잉글랜드 리그 우승 팀을 배출하는 최상위 리그가 되었다. 자동적으로 기존에 최상위 리그와 2부 리그를 담당하던 풋볼 리그 1부와 풋볼 리그 2부는 각각 잉글랜드 축구 시스템상 2부 리그와 3부 리그를 담당하게 되었다. 풋볼 리그 1부는 2004년에 EFL 챔피언십으로, 풋볼 리그 2부는 EFL 리그 1으로 개편되었다.